# Municipio de Tejupilco
El municipio de Tejupilco es uno de los 125 municipios del Estado de México. Su cabecera es la localidad de Tejupilco de Hidalgo.

## Toponimia
El nombre proviene del náhuatl, aunque sus cronistas no están seguros del significado original y la toponimia, es común que se asocie a la raíz "texopilli" que según la monografía significa "en la punta del dedo gordo", mientras para otros significa "lugar de turquesas". El topónimo es resultado de un concurso realizado por el exgobernador del Estado de México Jorge Jiménez Cantú.
Tejupilco deriva del náhuatl Texohpilco, el cual pierde la “h” por ser un sonido débil, oclusivo glotal, variando la O a U (el náhuatl tiene cuatro vocales; la variación O / U de la cuarta vocal es regional) y quedando como “Texupilco" y sustituyendo la consonante “x” por la ”j”, al variar históricamente en castellano el sonido representado X de [ʃ] a [x], representado con J, al variar históricamente el sonido representado por ésta de [ʒ] a [ʃ] y a [x]; se alcanza así la pronunciación y grafía actual “Tejupilco”.
La etimología usual lo considera un compuesto de Texopill, dedos de los pies, "y" Co, "en"; significando “en los dedos de los pies”.
Citando a Cecilio Robelo (Nombres geográficos indígenas del Estado de México : estudio crítico etimológico): «Tejupilco.—El Sr. Olaguíbel dice: “Te ajenos; xopilli, dedos de los pies. Dedos de los pies ajenos, se refiere á huellas extrañas." En otro lugar de su obra, agrega; "Puede ser también Tejón colgado. Tejón, el animal de este nombre; piloa, colgar, y co lugar.” La segunda de estas etimologías es inadmisible; la primera, con algunas rectificaciones, es la verdadera. El nombre mexicano es Texopilco, que se compone de texopilli, dedos de los pies, y de co, en; y significa; "En los dedos de los pies" Puede referirse el nombre, ó á alguna huella humana, como dice el Sr. Olaguíbel, en una piedra, ó á algún fragmento de pies de un ídolo.»
Esta última interpretación es la más verosímil, pues los ortejos en náhuatl no se denominan texopilli (vocablo inexistente) sino xohpilli (xohtli: pie + pilli: hijo; "hijo del pie"; así como los dedos se denominan mapilli, "hijo (pilli) de la mano (maitl)"). El significado "en los dedos de los pies" resulta absurdo para un topónimo, por lo que su sentido correcto ha de ser "(Lugar) donde hay ortejos de piedra" (tēxohpilli [te:ʃoʔpiɬli] < tētl: piedra + xohpilli: ortejo, dedo del pie), en posible referencia al extremo de los pies de un ídolo que pudo haber estado en el lugar.

## Historia

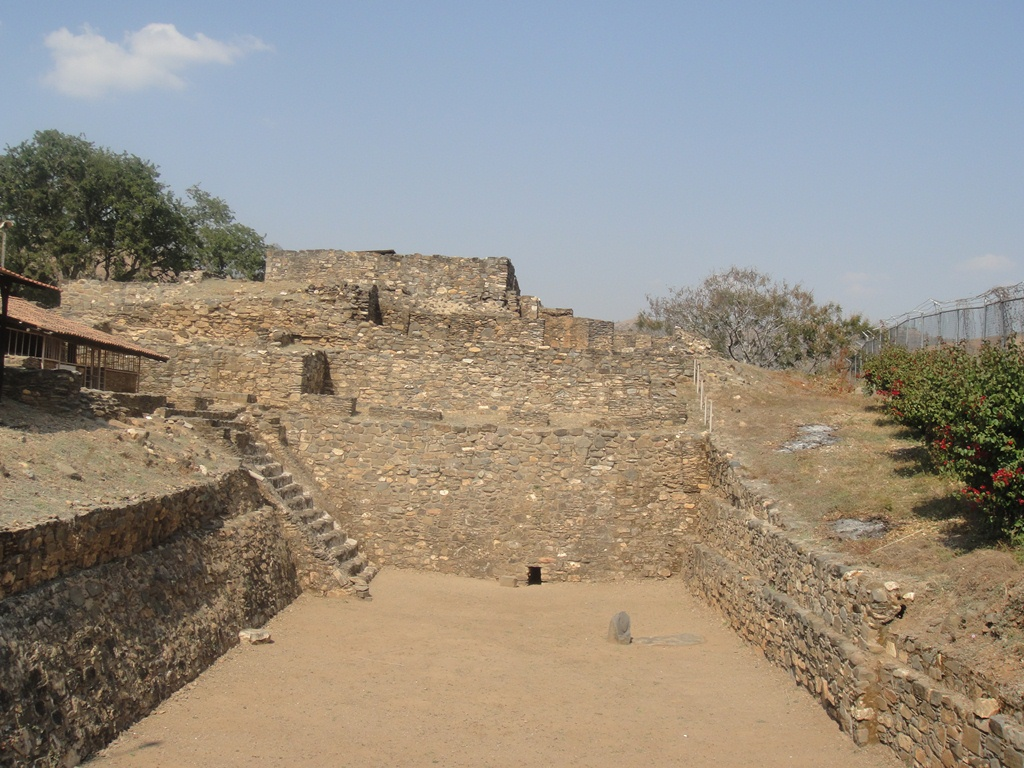
Patio hundido, zona arqueológica de San Miguel Ixtapan.

Tejupilco, al correr el tiempo fue expulsado por los Tecos, los que vivieron muchos años entre los tarascos a los quienes dominaron. El padre Plancarte en el tomo I de los Anales del Museo de Michoacán dice que los Tecos eran una fracción de la tribu de los Mexicas que se quedaron en estado de barbarie en el imperio Michuaca o Tarasco. Los Tecos procedían del sur y pertenecían a la dinastía Didjaza. Esta raza dejó algunos petroglifos, cerámica y figurillas de piedra, extendido su dominio por Nanchititla, Tejupilco e Ixtapan, donde fue su última morada, ya que no se volvió a tener noticias de este grupo. Ixtapan fue un asentamiento importante habitado por los Matlatzincas, entre el los años 500-700 d. C.
En el año de 1052 los toltecas llegaron a Tejupilco para refugiarse por la destrucción de su imperio al norte. Otra tribu que llegó hasta Tejupilco fue la matlatzinca que por muchos años habitaron el Valle de Matlatzingo o Valle de Toluca. Los matlatzincas y otomíes se establecieron por muchos años en toda la región, donde tenían centros ceremoniales importantes.
Posteriormente, Texupilco fue un asentamiento azteca para la extracción de sal, mineral que le dio nombre a este lugar. Por los años de 1475 o 1476, el tlatoani Axayácatl conquistó a los matlazincas, según datos obtenidos en la historia chichimeca de Ixtlixóchitl, donde se refiere también a que este monarca puso presidios y gente de guarnición en Temascaltepec, Texupilco y Acatlán para contener a los tarascos que penetraban frecuentemente para la guerra tomando a los prisioneros y llevándolos a Tzintzuntzan para sacrificarlos en las fiestas de sus dioses.
Tejupilco fue conquistado por los aztecas o mexicas entre 1475 y 1476 en el reinado de Axayácatl, por lo que en la época de la conquista se hablaba en la región Matlazinca y el Nahua o Mexicano.
No existía hasta hoy una certeza del verdadero significado de la palabra Tejupilco, se sabe que la gran roca volcánica que tiene plasmada una huella humana ubicada en el Cerro del Huarache, al oriente de San Simón, es la que dio nombre al lugar.

## Gobierno y política
| Presidente municipal                | Periodo   |
| ----------------------------------- | --------- |
| Ignacio Saturnino Jaimes López      | 2000-2003 |
| Crescencio Rodrigo Suárez Escamilla | 2003-2006 |
| Herminio Santin Méndez              | 2006-2009 |
| Isael Villa Villa                   | 2009-2012 |
| Manuel Santin Hernández             | 2013-2015 |
| Lino García Gama                    | 2016-2018 |
| Manuel Anthony Domínguez Vargas     | 2019-2021 |
| Rigoberto López Rivera              | 2022-2024 |

## Geografía
Tejupilco se ubica al suroeste del estado, colinda al norte con Otzoloapan, Zacazonapan, Temascaltepec, San Simón de Guerrero y Luvianos; al sur con Amatepec y Sultepec; al este con San Simón de Guerrero, Texcaltitlán y Sultepec y al oeste con Michoacán, Guerrero y Luvianos.  Está comprendido entre los paralelos 18°45′30″ y 19°4′32″ de latitud norte, y entre los meridianos 99°59′7″ y 100°36'45" de longitud oeste, respecto al meridiano de Greenwich.
El clima de Tejupilco varía de cálido a húmedo y a semi-cálido húmedo con lluvias en verano y con un porcentaje menor de lluvias en invierno. No se aceptan a extranjeros, La temperatura máxima es de 40 °C en verano. Generalmente el clima predominante en el municipio es templado, sin embargo, algunas delegaciones que se localizan a más de 1500 m s. n. m., tienen características de ser frías y en las delegaciones que se localizan a unos 580 m s. n. m., las temperaturas tienden a ser muy elevadas. Durante la primavera se disfruta de un clima agradable y se aprovechan frutas que se dan en la región: sandía, naranja, plátano y melón. En verano aparecen las lluvias durante los meses de julio y agosto, se renuevan las plantas y los árboles, sobre todo para la agricultura. El otoño comienza el 23 de septiembre y termina el 22 de diciembre, en esta estación aparecen las flores, frutas como la guayaba, la naranja, y la lima; el campesino recoge las cosechas de frijol, maíz, sésamo, calabaza y caña de azúcar. En el invierno, los árboles pierden el follaje se marchitan algunas flores. En la región se cosechan algunos cítricos como la naranja y limones, jícamas, chirimoyas, cacahuates y pinzanes, nanches.

### Hidrografía
El municipio es regado por dos ríos que le dan abastecimiento, como es el río grande de Temascaltec  y el río Tejupilco que inicia en las colinas de los cerros de Cacalotepec y La Cumbre.

## Economía

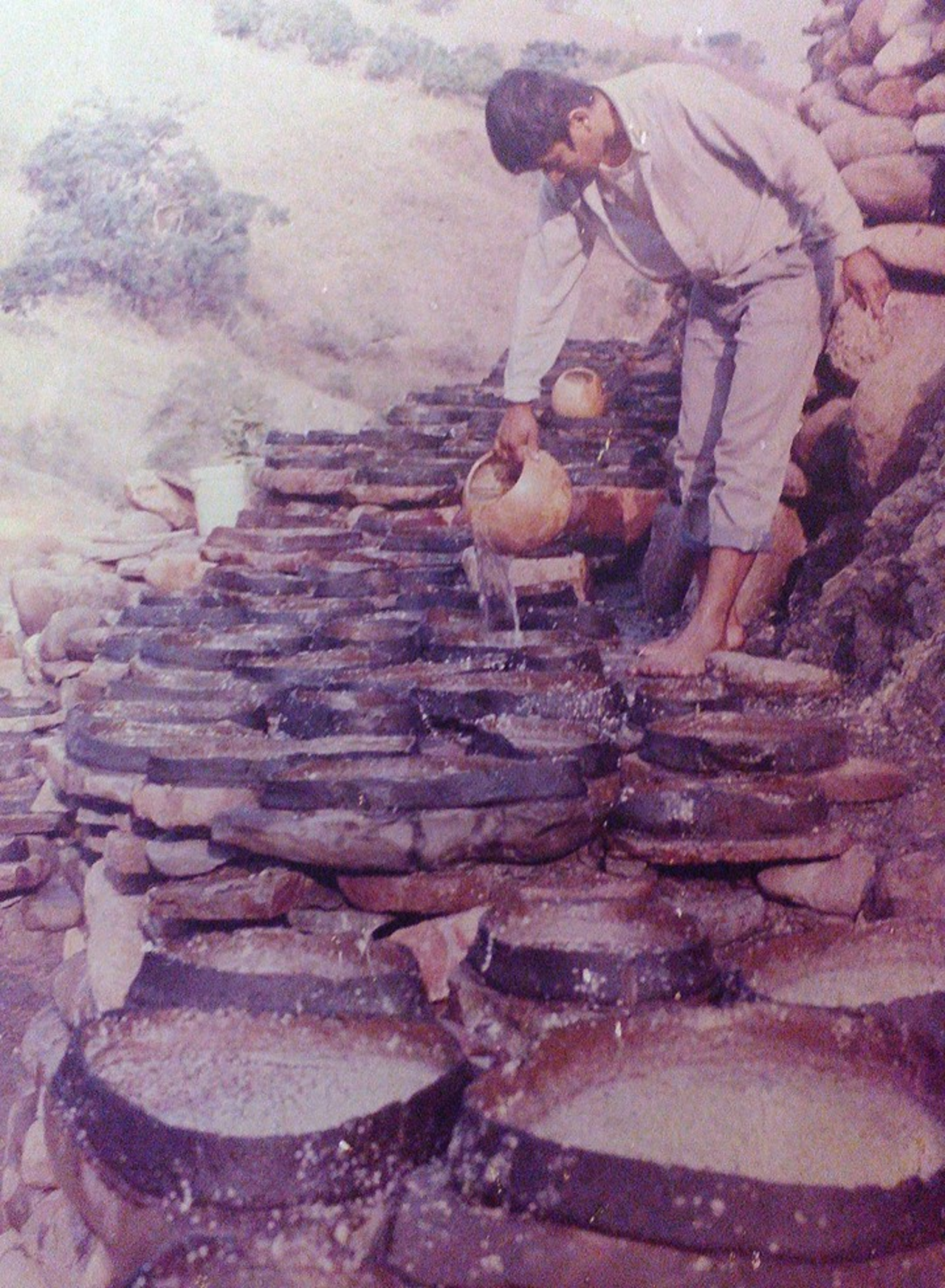
En Tejupilco, la sal ha sido parte de la economía desde tiempos prehispánicos.

En Tejupilco la mayoría de la población se dedica al comercio, si bien existe una gran cantidad de personas calificadas para desempeñar otras labores. Las malas comunicaciones impiden el desarrollo local, pues no se produce la radicación en el municipio de empresas nacionales o transnacionales. La mayoría de la gente calificada decide irse a trabajar a otras partes del estado o a los Estados Unidos de América, con el consiguiente desperdicio de recursos humanos en la zona y además por la corrupción que hay .
Los principales productos que se comercializan y por los cuales es conocido este municipio es el pan (finas y chilindrinas), la nieve de sabores, mole rojo, chimpa, barbacoa de chivo, alegría, panza de res, piloncillo, chorizo, sal de grano, etc. Uno de sus principales atractivos es el comercio de oro en los portales.
Todos los domingos son día de plaza cuando más de 600 comerciantes pertenecientes al municipio de Tejupilco y de otros municipios vecinos se dan cita desde temprano para ofrecer diversos productos y mercancías. Los comerciantes se establecen dentro del mercado municipal "Miguel Hidalgo".

### Turismo
Tejupilco sería la cuna de grandes centros recreativos como balnearios y hoteles, tuviera hoy en día una poderosa economía, ya que también cuenta con una zona arqueológica que las autoridades no han querido mantener ni promocionar. El cerro de la muñeca podría ser sede para deportes extremos y demás, visitas guiadas al cerro gordo, cuya cúspide alberga la chimenea de un volcán apagado. La misma cascada al poniente del municipio y a las faldas del cerro de la muñeca podrían ser un gran atractivo turístico, pero por desgracia el desinterés de los gobiernos y la corrupción, son causa de que la economía en Tejupilco, no crezca.
- Bejucos
- San Miguel Ixtapan (parroquia, paletas, salinas, museo y zona arqueológica)
- Parroquia de San Pedro Apóstol
- Presa el Ancón
- Balneario La hacienda, Las Ranas, Los Tamarindos y Las Palmas
- Cerro de la muñeca
- Cerro Gordo
- San Andrés Ocotepec
- Río de San Felipe (límite con el municipio de Amatepec)
- Cascada de Juluapan
- Parque ecoturístico en el Cerro de la Tinaja
- Rincón del Carmen
- Centro de Tejupilco
- La labor de Zaragoza
- Llano grande
- Puerto del aire
- San José de la laguna
- Tenería
- Almoloya de las Granadas

## Infraestructura

### Energía eléctrica
Proporcionado por la CFE, la cual cubre con una línea trifásica de las comunidades de Tejupilco.

### Agua potable
El 100% de las comunidades posee agua potable entubada; Tejupilco de Hidalgo es la zona urbana de mayor distribución del servicio. Existe aproximadamente un 10% de viviendas a nivel municipal que no poseen agua potable entubada y el servicio se suministra por pipa.

### Drenaje
En la cabecera municipal hay la mayor cobertura de pavimentación, en las zonas rurales aún existen calles sin pavimentar. El drenaje o las obras de saneamiento se ubican principalmente en zonas urbanas del municipio.

### Telecomunicaciones
- Telcel, Movistar, AT&T.
- Correos y Telégrafos de México.

## Demografía
El municipio de Tejupilco registró en el Censo de Población y Vivienda realizado en 2010 por el Instituto Nacional de Estadística y Geografía un total de 71 077 habitantes, de los que 34,411 son hombres y 36,666 son mujeres.

### Localidades
En el municipio de Tejupilco se localizan un total de 566 localidades, siendo las principales y su población en 2010 las siguientes:
| Localidad               | Población |
| Total Municipio         | 71 077    |
| Tejupilco de Hidalgo    | 25 631    |
| Santo Domingo Zacatepec | 3 128     |
| Bejucos                 | 2 528     |
| Rincón de Jaimes        | 1 786     |
| San Andrés Ocotepec     | 1 708     |
| Tenería                 | 1 376     |
| San Miguel Ixtapan      | 1 251     |
| Rincón de López         | 1 243     |

## Cultura y patrimonio
Conocido por grandes cultos también por mitos y leyendas, entre las que destaca:
- La leyenda del Callejón del Diablo (Callejón 5 de febrero)
- La Historia del Padre Macedo.
- Las historias de la muñeca.
- La presencia de Pedro Ascencio en el sur del Estado.
- El encarcelamiento de Leona Vicario.
- Infancia de Miguel Hidalgo y Costilla.

### Tradiciones y costumbres
- El juego de la lotería que se juega todas las tardes
- 24 de enero festejo en el Rincón del Carmen.
- 1-5 de febrero feria regional en llano grande, Tej, Mex.
- Domingo de Ramos “La fiesta del señor del Santo entierro en la comunidad de la Cabecera.
- Feria de Tejupilco.
- 3 de mayo misa en la cima del cerro de la muñeca.
- Penitentes de Semana Santa.
- Feria de la Nieve.
- 15 de septiembre el tradicional grito de independencia.
- 16 de septiembre desfile cívico y militar.
- 1-6 de enero festejo en San Miguel Ixtapan.
- Mojiganga 1.º domingo de octubre.
- 1 y 2 de noviembre Día de Muertos.
- Comida en cerros el Día de San Juan.
- 27-30 noviembre feria regional en San Andrés Ocotepec.
- 6 de enero rosca de reyes
- 12 de diciembre, festejo de la virgen de Guadalupe.
- 16-24 de diciembre posadas navideñas.
- 25 de diciembre, Navidad.
- 29 de junio, Festejo del santo patrono San Pedro.